# Triglaw

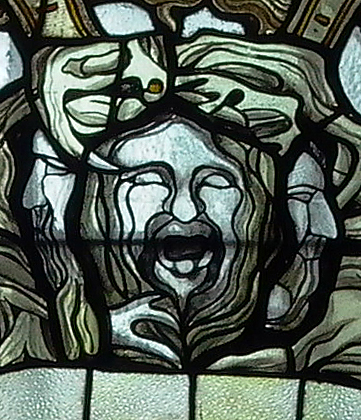
Bild des dreiköpfigen Gottes in einem Jugendstil-Fenster des nach ihm benannten Schloss Trieglaff

Triglaw, auch Triglav, Triglaf oder der Dreiköpfige genannt, ist ein slawischer Kriegs- und Stammesgott, welcher von den Pomoranen besonders in Wollin und Stettin, später auch in Brandenburg verehrt wurde. Über den Kult des Triglaw berichten vor allem drei Biographien des Bischofs Otto von Bamberg, der in den Jahren 1124 und 1128 zwei Missionsreisen in das Gebiet der Pomoranen unternahm. In der älteren Literatur wurde Triglaw auch als weibliche Gottheit dargestellt.

## Triglaw-Kult in Wollin und Stettin
Der ihm geweihte Haupttempel stand in Stettin. Seine drei Köpfe (manchmal mit verbundenen Augen und Mund, damit er die Sünden der Menschen weder sehen, noch von ihnen künden konnte) stehen für Himmel, Erde und Hölle; in seinen Händen hielt er einen gehörnten Mond. Mit Hilfe eines goldgeschmückten Pferdes, das Lanzen überschreiten muss, gab Triglaw Auskunft über den Ausgang einer bevorstehenden Schlacht. Seine Kultstätten wurden zu einem großen Teil durch Kriegsbeute finanziert, wobei nach jedem Feldzug ein Zehntel der Beute als Tribut an den Tempel abgegeben wurde.
Als Stettin 1127 im Zuge des Wendenkreuzzugs christianisiert wurde, ließ Bischof Otto von Bamberg die Kultstätten zerstören und die Statue des Triglaw stürzen. Die drei Köpfe wurden abgeschlagen, einer davon wurde zum Papst nach Rom geschickt. Eine andere Triglaw-Statue, aufgestellt nahe der Insel Wollin, wurde von den Priestern versteckt und so vor der Zerstörung bewahrt.

## Triglaw-Kult in Brandenburg und Berlin
Mit der Christianisierung der Mark Brandenburg wurde das Triglav-Heiligtum auf dem Harlungerberg, dem heutigen Marienberg in der Stadt Brandenburg, vom Neubau der viertürmigen Marienkirche abgelöst. In diesem sakralen Bauwerk, das 1722 auf Befehl des Königs Friedrich Wilhelm I. von Preußen abgerissen wurde, soll bis in das 16. Jahrhundert hinein die Triglav-Statue Brandenburgs aufbewahrt worden sein. Zeitgenössischen Chronisten zufolge wurde sie, wie der Brandenburger Stadthistoriker Otto Tschirch berichtet, 1526 an den dänisch-norwegischen König Christian II. verschenkt. Neuere Nachforschungen führten jedoch noch zu keinen konkreten Anhaltspunkten zum Verbleib der kulturhistorisch bedeutenden Götterfigur.
Die allererste Spreebrücke, die auf Berliner Gebiet von dem Fluss erreicht wird, trägt den Namen Triglawbrücke.

## Triglaw-Kult in Westfalen
Der Historiker Hermann Stangefol berichtete 1656 über die Drüggelter Kapelle:
„Vti in peruetusto templo ꝛ [templorum],quod etiamnum superest,extitit olim simulachrum Triglæ Deæ,tria habens capita , ad quam gentilitas,in summis necessitatibus opem imploratura,confugere solebat. Estque credibile,ab eadem imagine, hunc pagum nomen suum mutuasse. Statua hæc anno 1583,in bello Truksesiano,omnino periit.“
„Dort im sehr alten Tempel, der noch immer steht, gab es einst ein Bildnis der Göttin Trigla, das drei Köpfe hatte, zu dem sich die Heiden in höchsten Nöten, um Beistand flehend, gewöhnlich flüchteten. Es ist glaubhaft, daß von eben jenem Bild dieses Dorf seinen Namen abgeleitet hat. Diese Statue ging 1583 im Truchsessischen Krieg ganz unter.“

## Namensherkunft und Parallelen
Der Name leitet sich vermutlich aus den beiden slawischen Wörtern tri (Drei) und golowa, glaw, glawnyi~ (Haupt) ab. Eine weitere Theorie sagt aus, dass der Name Triglav griechischen Ursprungs sei; die Griechen nannten die Göttin Hekate nämlich auch Trikephalos (die Dreiköpfige), demnach wäre Triclaf und Triglav als Entsprechung dieses griechischen Namens anzusehen. Es wäre ebenso möglich, dass in den Chroniken die Mönche einen ihnen bekannten griechischen Namen zur Bezeichnung dieser Gottheit wählten, ähnlich wie schon zuvor römische Autoren germanische Gottheiten immer mit römischen Götternamen bezeichneten (bei Tacitus z. B. Mercurius statt Wodan). Es ist also ungesichert, „ob dies (Triglav) ein ursprünglicher Name ist oder nur das Attribut eines anders benannten Gottes, der aufgrund seiner Dreiköpfigkeit diesen Namen nachträglich erhielt“.
Dreiköpfige (oder sogar dreileibige) Götter gibt es auch bei anderen indoeuropäischen Völkern, so den Hindu-Gott Trimurti, dessen drei Köpfe die kosmischen Prinzipien der Erschaffung, Erhaltung und Zerstörung verkörpern, und Geryon in der griechischen Mythologie. Der ehemalige germanische Hauptgott Tyr gilt gelegentlich als dreiköpfiger Riese, der keltische Gott Sucellus wird oft von einem dreiköpfigen Hund begleitet.